# Bulbul barbat pitgrís
El bulbul barbat pitgrís (Criniger chloronotus) és una espècie d'ocell de la família dels picnonòtids (Pycnonotidae). Es troba a l'Àfrica central. Els seus hàbitats principals són els boscos tropicals i subtropicals de frondoses humits de les terres baixes i de l'estatge montà, així com els boscos de pantans. El seu estat de conservació es considera de risc mínim.